# 自然資本

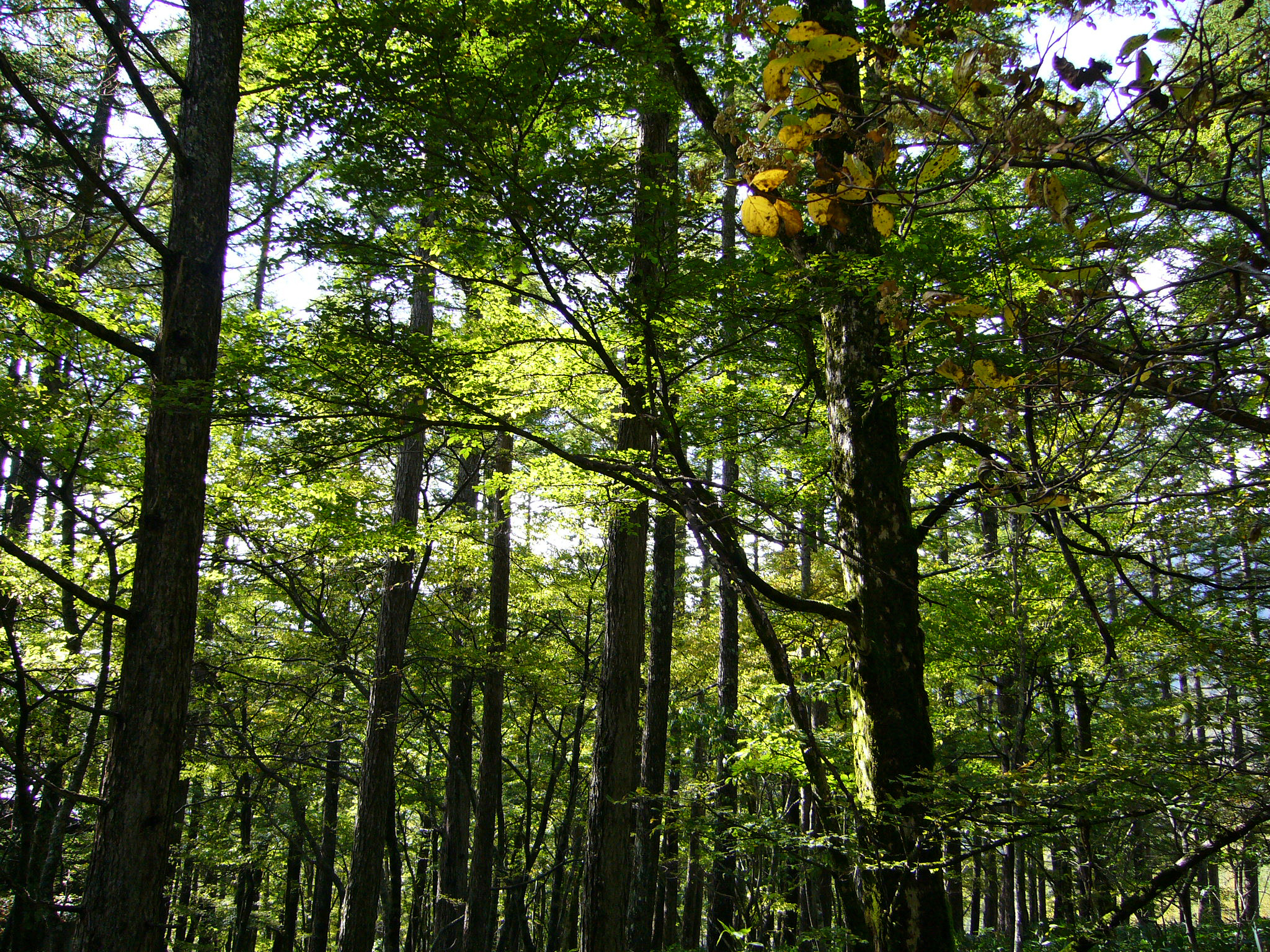
森林は木材供給・酸素供給・土壌流出防止・洪水防止などの生態系サービスを提供する自然資本である

自然資本（しぜんしほん、英語:natural capital）とは、経済学の資本（生産の原資・手段）の概念を自然に対して拡張したものであり、生態系サービスや鉱物資源（鉱石）・化石燃料の供給源である。機能的な定義をすると「未来にわたって価値のある商品やサービスのフローを生み出すストック」としての自然である。具体的には、山・森林・海・川・大気・土壌など自然を形成する要素や生態系を構成する生物を含み、広義の生物圏すべてを自然資本とみなすことができる。自然資本から生じる生態系サービスの経済的価値は、アメリカドルで年平均33兆ドルと見積もられている。
資本の分類における自然資本の位置づけは定まっておらず、社会資本（社会共通資本）に含める場合もあれば、人的資本・社会資本（および金融資本・物的資本）と並んで独立した分類とする場合もある。
また、自然資本と生態系サービスを混同する例もあるが、生態系サービスは経時的に生み出されるフローであり、自然資本はストックであることに留意が必要である。これを森林および魚群を例に取って説明すると、森林および魚群に含まれる生物は生殖によって自己再生産し、自律的に維持されるストックである。森林の伐採によって得られる木材および魚群の捕獲によって得られる食糧は、自然資本の供給サービスによって得られる産物であり、フローである。ミレニアム生態系評価や生きている地球レポートなど各種の環境報告書が示している通り、自然資本の酷使（過伐採や漁業資源乱獲など）を行うことにより、自然資本が損なわれることが懸念されている。
自然資本は外部不経済（外部性）の問題と関連を持っており、その例として化石燃料を消費し二酸化炭素を排出する事業者が環境コストを負担しないことなどが挙げられる。また、漁業資源の乱獲による漁獲高の急減はコモンズの悲劇の一例として取り上げることができる。このような事態に対して、ミレニアム生態系評価では、従来型の自然資本の酷使に規制（過剰な助成金や補助金の廃止、二酸化炭素排出枠上限規制など）、負担金（炭素税など）を含めた各国政府の政策転換を提案している。

## 参考資料
- Costanza R. et al. (1997). “The value of the world's ecosystem services and natural capital”. Nature 387:  253-260 2008年1月20日閲覧。. - 人為的な経済活動による世界総生産は、年間約18兆ドルと見積もられている。

- Costanza R. (Lead Author)Costanza; Cutler J. Cleveland (Topic Editor) (2008-06-31 エラー: 日付が正しく記入されていません。（説明）). “Natural capital” (英語). Encyclopedia of Earth. 2009年1月20日閲覧。

- 藤田泉. “自然資本の有効利用と持続型社会経済構造の構築に関する研究” (pdf).   県立広島大学 生命環境学部. 2009年1月20日閲覧。

- Goodwin NR. (Lead Author); Cutler J. Cleveland (Topic Editor) (2007年10月9日). “Capital” (英語). Encyclopedia of Earth. 2009年1月20日閲覧。

- ポール・ホーケン、 L・ハンター・ロビンス、エイモリ・B・ロビンス 『自然資本の経済 -「成長の限界」を突破する新産業革命』 佐和隆光、小幡すぎ子(翻訳) 、日本経済新聞社、2001年。ISBN 978-4532148713。

- 熊谷尚夫、篠原三代平編『経済学大辞典（第2版）』第2巻、東洋経済新報社、1980年。ISBN 4492010025。

- 日本建築学会編『建築学用語辞典（第2版）』岩波書店、1999年。ISBN 978-4000800945。

- 大塚勇一郎. “社会資本”. Yahoo!百科事典. 2009年1月20日閲覧。

- ビノッド・トーマスほか 『経済成長の「質」』 小浜裕久、冨田陽子、織井啓介(翻訳) 、東洋経済新報社、2002年。ISBN 978-4492442852